# Bibliothèque présidentielle Richard-Nixon
Pour les articles homonymes, voir Bibliothèque présidentielle (homonymie) et Richard Nixon.
La Richard Nixon Presidential Library and Museum est la bibliothèque présidentielle de Richard Nixon, le 37e président des États-Unis.
Situé sur 36 000 m2 à Yorba Linda, en Californie, la bibliothèque est l'une des douze administrée par la National Archives and Records Administration. De son dévouement d'origine en 1990 jusqu'à devenir un établissement fédéral le 11 juillet 2007, la bibliothèque et le musée a été exploité par la Richard Nixon Foundation et était connue comme la Richard Nixon Library & Birthplace.
La bibliothèque intègre la maison où est né Nixon en 1913 et a passé son enfance. Ce bâtiment classé National Historic Landmark.

## Galerie d'images

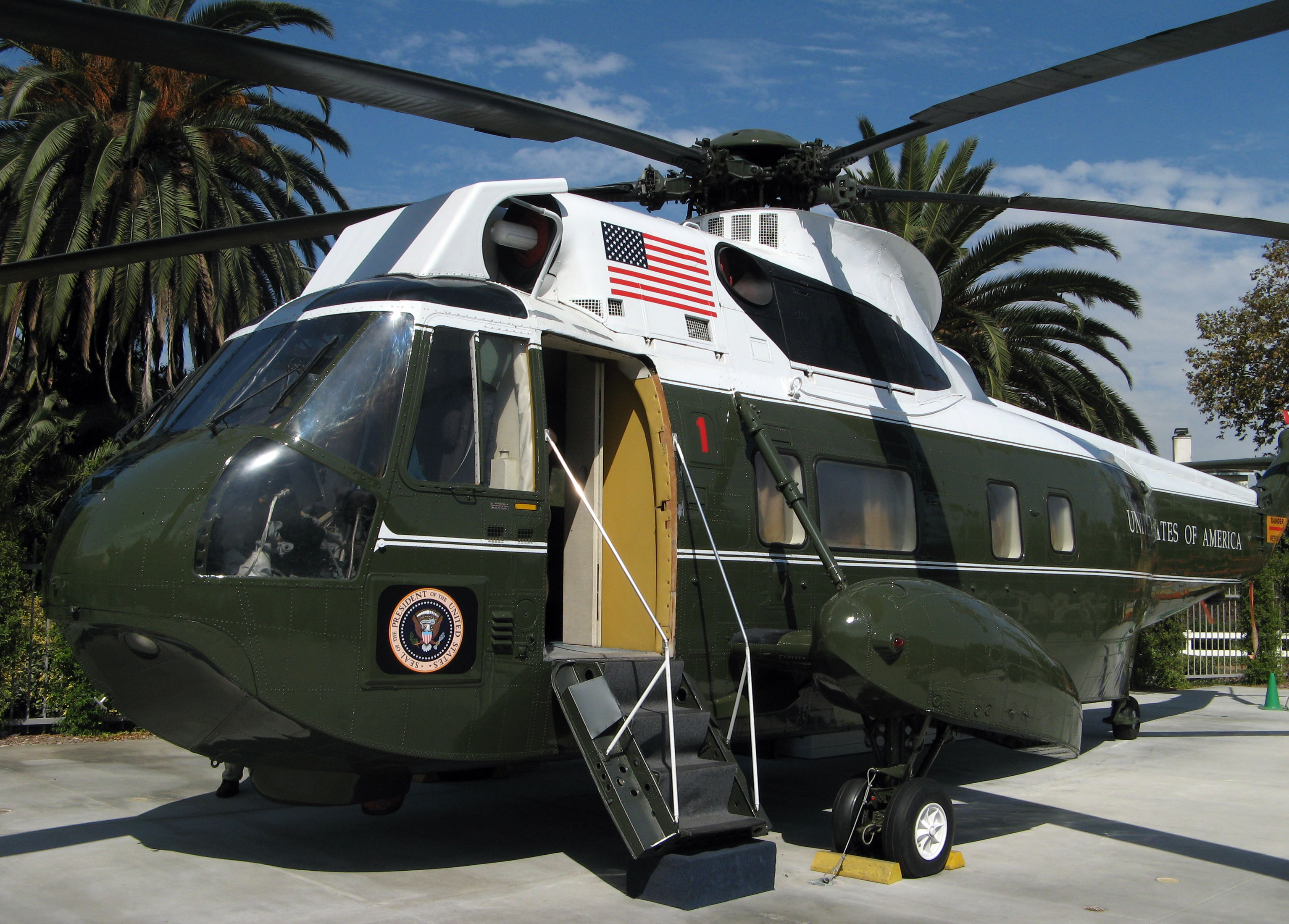
Sikorsky S-61 présidentiel
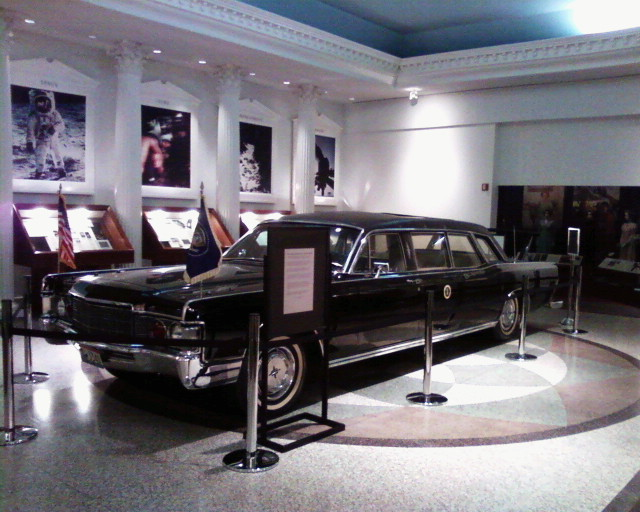
Limousine présidentielle
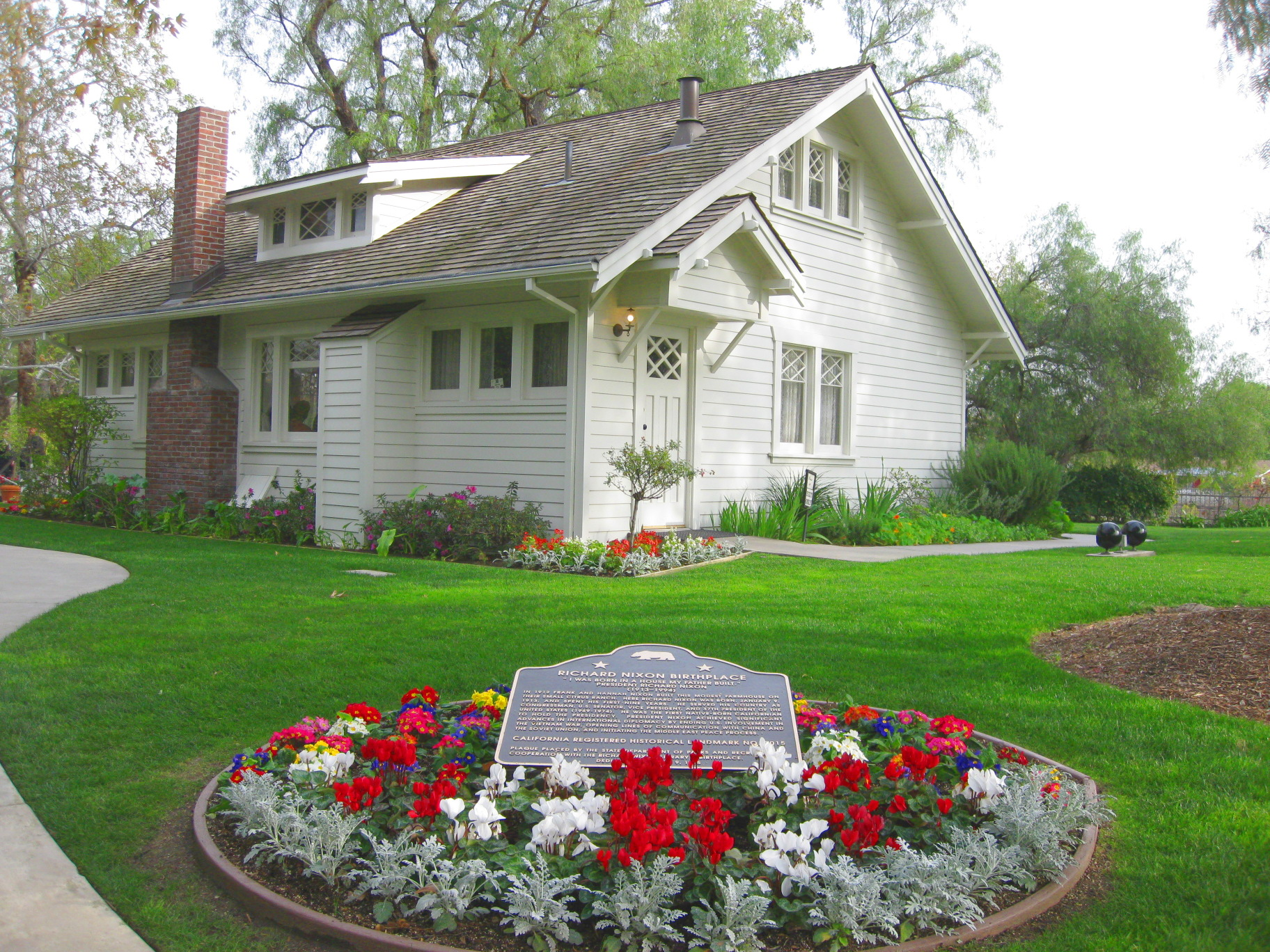
Maison natale de Richard Nixon
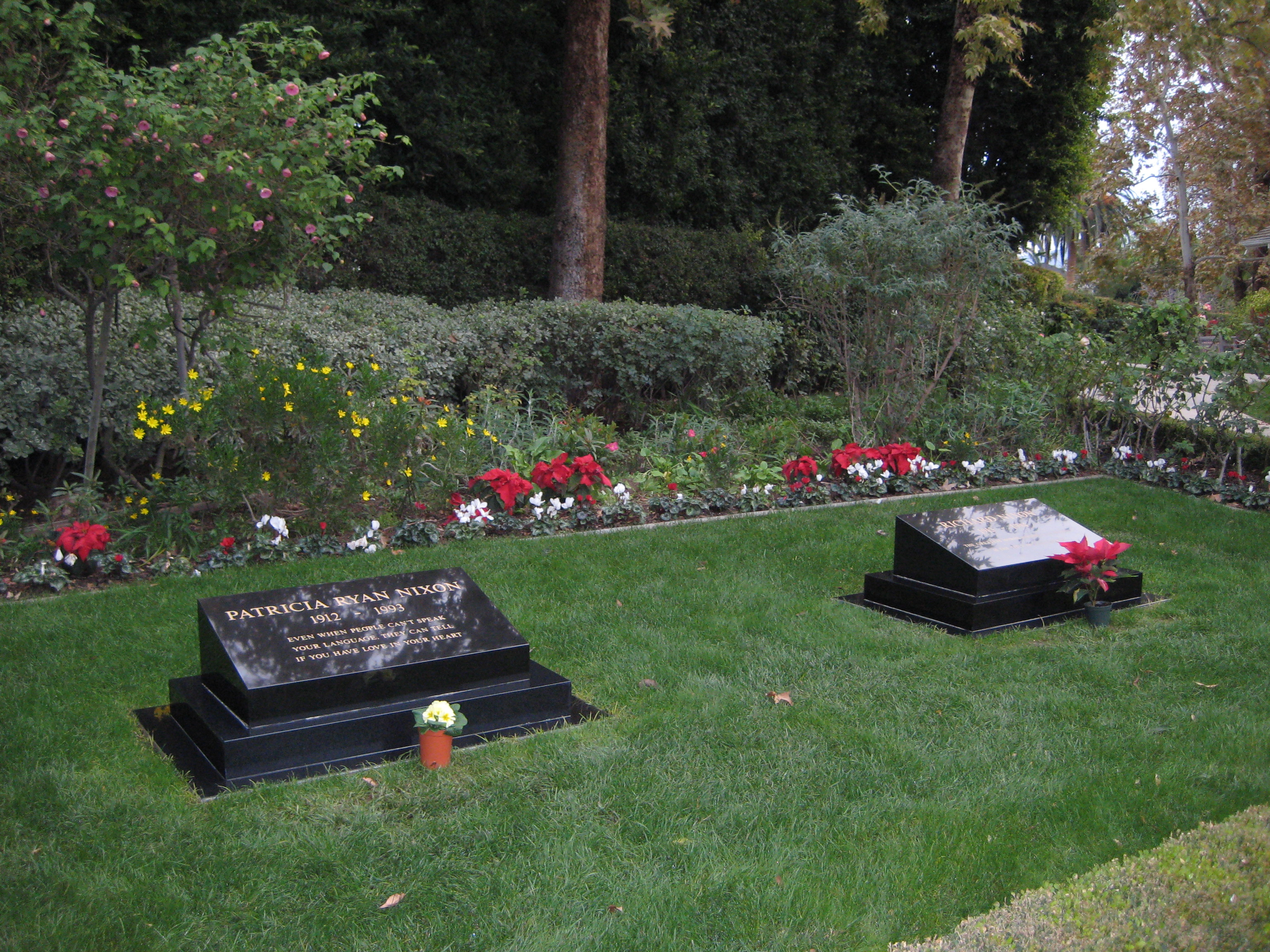
Tombe de Richard et Pat Nixon